# Molenwijk (Heerhugowaard)
De Molenwijk in Heerhugowaard is een klassieke woonerven wijk uit eind jaren zeventig. De wijk bestaat uit een soort rondweg door de wijk met een aantal zijstraten die uitkomen op de wijkontsluitingswegen de Geul, Amstel en Rustenburgerweg.
In het midden van het oude deel van de wijk loopt een brede sloot met eilandjes erin met veel groen erop en omheen. Mede hierdoor heeft de Molenwijk een zeer rijke Fauna met vele bijzonder vogels, vleermuizen, etc. Dit in verband met het vele groen, vele plaatsen om rustig te broeden/verblijven, en plaatsen waar mensen moeilijk bij kunnen komen.
Het is een kinderrijke wijk met veel eengezinswoningen een aantal appartementen en vrijstaande woningen.
De wijk heeft ongeveer 3500 inwoners, die in ca. 1250 woningen wonen. De wijk bestaat uit drie "vlekken".
- Het oude deel, gelegen tussen de Geul, Amstel en Rustenburgerweg en Middenweg, met hierin het "De Groene Wieckenpark" en het "Waterschapsheuvelpark".
- Twee nieuwe delen waarvan vlek G: gelegen tussen Amstel, Oosstangent, Haringvliet en Stellingmolen.

De Rustenburgerweg ligt geografisch in de Molenwijk, echter van oorsprong behoort deze tot buurtschap 't Kruis. De bewoners van de Rustenbugerweg worden dan ook betrokken bij Kruzer activiteiten.
Vroeger bestond de Molenwijk uit weiland. Dat is nog goed terug te zien. Er zijn meerdere greppels, welke van oorsprong weilandsloten waren. Ook zie je het terug bij een aantal woningen die pal op een sloot werden gebouwd. Deze hebben in verhouding meer water onder de woning dan andere woningen.